# Денілсон Кустодіо Мачадо
Денілсон Кустодіо Мачадо (порт. Denílson Custódio Machado; 28 березня 1943, Кампус-дус-Гойтаказіс — 1 жовтня 2024) — бразильський футболіст, що грав на позиції півзахисника. Виступав, зокрема, за клуб «Флуміненсе», а також національну збірну Бразилії.

## Клубна кар'єра
У дорослому футболі дебютував 1961 року виступами за команду «Мадурейра», в якій провів три сезони, після чого 1964 року приєднався до «Флуміненсе» і того ж року виграв з командою Лігу Каріока. В подальшому Денілсон ще тричі з командою вигравав чемпіонат штату Ріо-де-Жанейро з «Флуміненсе» — у 1969, 1971 та 1973 роках, а також здобув три Кубки Гуанабари (1966, 1969 та 1971) та один Кубок Роберто Гомеса Педроси (1970). Загалом за команду з Ріо-де-Жанейро за десять сезонів він провів 435 ігор за «Флуміненсе» (199 перемог, 11 нічиїх та 125 поразок), забивши сімнадцять голів.
Протягом 1973—1974 років захищав кольори клубу «Ріо-Негро», а завершив ігрову кар'єру у команді «Віторія» (Салвадор), за яку виступав протягом 1975 року.

## Виступи за збірну
14 травня 1966 року дебютував в офіційних іграх у складі національної збірної Бразилії у матчі проти національної збірної Уельсу. А вже влітку у складі збірної був учасником чемпіонату світу 1966 року в Англії, де зіграв у двох матчах проти Болгарії (2:0) та Португалії (1:3), а його команда сенсаційно не вийшла з групи.
Востаннє Денілсон зіграв за національну збірну 17 липня 1968 року в матчі проти збірної Перу в Лімі, вийшовши на заміну замість Жерсона. Загалом протягом кар'єри у національній команді, яка тривала 3 роки, провів у її формі 9 матчів, забивши 1 гол.

## Титули і досягнення
- Переможець Ліги Каріока (4):

«Флуміненсе»: 1964, 1969, 1971, 1973
- Володар Кубка Гуанабари (3):

«Флуміненсе»: 1966, 1969, 1971
- Володар Кубка Роберто Гомеса Педроси (1):

«Флуміненсе»: 1970